# Cithaeron
Cithaeron es un género de arañas araneomorfas de la familia Cithaeronidae. Se encuentra en  África, Asia, Europa del sur, América y Australia.

## Lista de especies
Según The World Spider Catalog 12.5:
- Cithaeron contentum Jocqué & Russell-Smith, 2011
- Cithaeron delimbatus Strand, 1906
- Cithaeron indicus Platnick & Gajbe, 1994
- Cithaeron jocqueorum Platnick, 1991
- Cithaeron praedonius O. Pickard-Cambridge, 1872
- Cithaeron reimoseri Platnick, 1991